# Fernando Pacheco
Fernando Pacheco Flores (* 18. Mai 1992 in Badajoz) ist ein spanischer Fußballtorwart. Derzeit steht er bei Espanyol Barcelona unter Vertrag.

## Vereinskarriere
Fernando Pacheco begann seine Laufbahn in seiner Heimatstadt Puebla de Obando bei CD Obandino. Im Alter von 12 Jahren wechselte er in die Provinzhauptstadt Badajoz zu CP Flecha Negra. Im Juli 2006 gelangte der damals 14-jährige Pacheco in die Jugend von Real Madrid, wo er in der Mannschaft Cadete B (U-15) begann. In der Saison 2009/10 gewann er mit der A-Jugend die Copa de Campeones, die spanische U-19-Vereinsmeisterschaft.
In der Spielzeit 2011/12 gehörte er zwar als dritter Torwart zum Kader der Profimannschaft, spielte jedoch parallel dazu für die dritte Mannschaft des Klubs in der Tercera División. Sein Debüt im A-Kader der „Königlichen“ feierte er am 20. Dezember 2011 in einem Pokalspiel gegen SD Ponferradina, als er in der 82. Minute für Antonio Adán eingewechselt wurde.
Zur Saison 2012/13 wurde Pacheco Teil des Kaders der Zweitmannschaft Real Madrid Castilla, die in der Segunda División spielte. Im Dezember 2012 verletzte er sich an der Schulter und fiel für fünf Monate aus. Sein erstes Spiel im Tor von Real Madrid Castilla feierte er am 2. Juni 2013 in einem Ligaspiel gegen AD Alcorcón.
Zur Saison 2014/15 rückte Pacheco fest als dritter Torhüter in die erste Mannschaft auf. Zur Saison 2015/16 wechselte er zum Zweitligisten Deportivo Alavés, mit dem er als Meister sogleich in die Primera División aufstieg. Bis 2022 absolvierte er in insgesamt sieben Jahren bei Alavés 248 Ligaspiele. 
Im August 2022 schloss er sich UD Almería an. Nach nur einem Einsatz in der Hinrunde der Saison 2022/23 wechselte er im Januar 2023 zu Espanyol Barcelona. In Barcelona war er von Beginn an der Stammtorhüter, allerdings stieg der Verein am Ende der Spielzeit in die Segunda División ab.

## Nationalmannschaft
Fernando Pacheco debütierte im Zuge eines Turniers in Porto im April 2011 in der spanischen U-19-Nationalmannschaft. Auch die Elite-Runde zur Qualifikation für die EM 2011 bestritt er mit den Iberern, stand jedoch letztlich nicht im Endrundenkader. Stattdessen bestritt er zur selben Zeit mit der spanischen U-20 die Weltmeisterschaft in Kolumbien, stand in vier Spielen im Tor und erreichte mit seiner Mannschaft das Viertelfinale, wo man am späteren Turniersieger Brasilien scheiterte.

## Erfolge
Real Madrid
- U-19-Meister: 2009/10
- UEFA Champions League: 2014
- UEFA Super Cup: 2014
- FIFA-Klub-Weltmeisterschaft: 2014
- Aufstieg in die Primera División: 2016